# Saint-Maximin, Oise
Saint-Maximin är en kommun i departementet Oise i regionen Hauts-de-France i norra Frankrike. Kommunen ligger i kantonen Chantilly som tillhör arrondissementet Senlis. År 2022 hade Saint-Maximin 3 153 invånare.

## Befolkningsutveckling
Antalet invånare i kommunen Saint-Maximin
| Referens: INSEE |